# حمله به ولایت کی

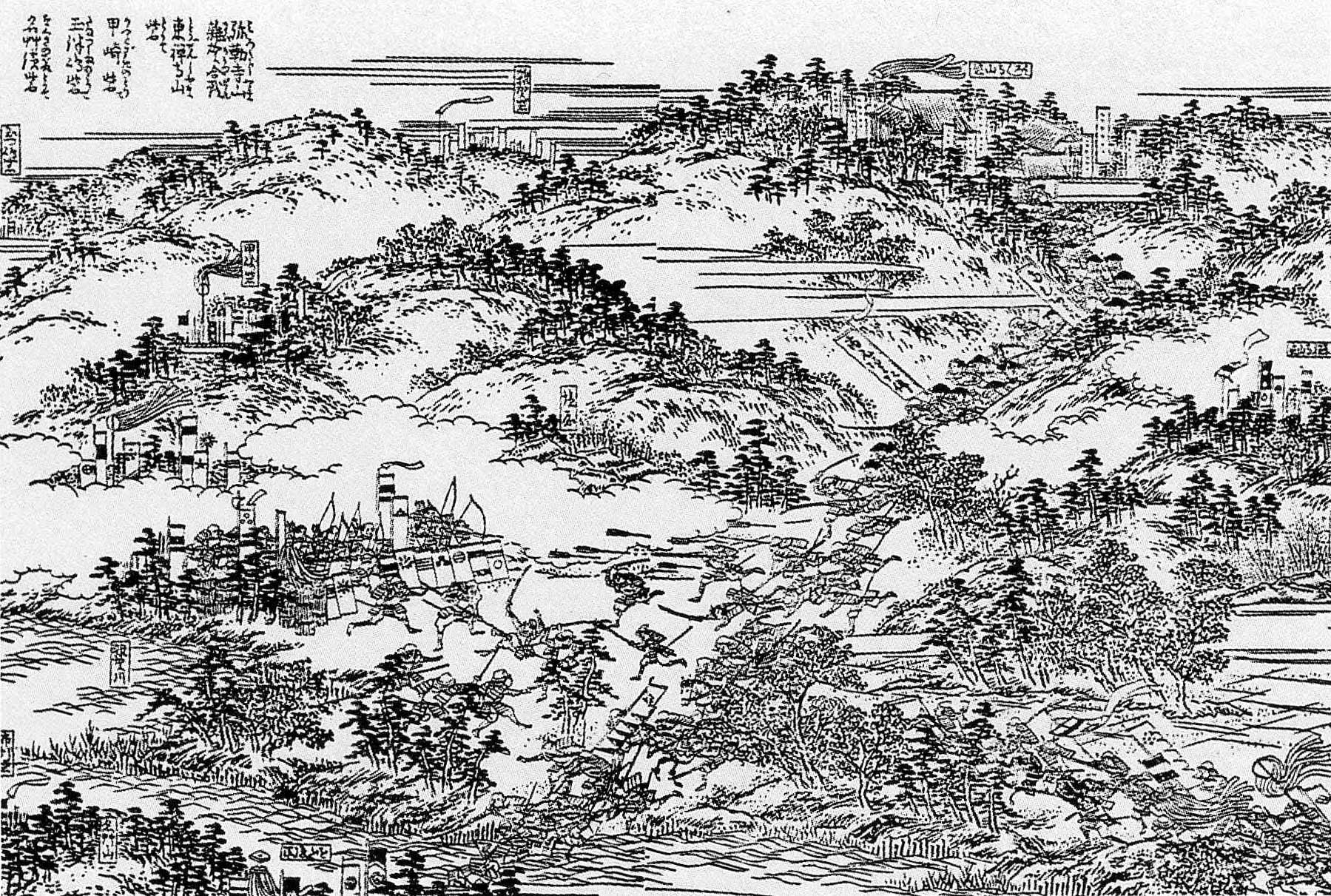
حمله به ولایت کی

تسخیر ولایت کی‌، حمله به ولایت کی (به ژاپنی: 紀州征伐) به حمله اودا نوبوناگا و هاشیبا هیده‌یوشی به ولایت کی در اواخر دوره سنگوکو و دوره آزوچی-مومویاما اشاره دارد. نخستین نبرد این حمله در ۱۵۷۷ آغاز شد و آخرین نبرد آن در سال ۱۵۸۵ و پس از مرگ نوبوناگا بود.